# Matveï Goussev
Pour les articles homonymes, voir Goussev.
Matveï Matveïevitch Goussev (en russe : Матве́й Матве́евич Гу́сев), né en 1826 à Viatka (Russie) et mort en 1866 à Berlin (Allemagne), est un astronome russe. Il travailla à l'observatoire de Poulkovo près de Saint-Pétersbourg de 1850 à 1852 puis à l'observatoire de Vilnius (qu'il fonda à l'université de Vilnius).
Il fut le premier à montrer la non-sphéricité de la Lune, concluant qu'elle était allongée dans la direction de la Terre.
En 1860, il créa la première revue scientifique dédiée aux mathématiques et à la physique en Russie : Vestnik matematicheskikh naouk (Вестник математических наук).
Un grand cratère sur Mars est nommé cratère Gusev d'après lui, bien connu car étant le site d'atterrissage du Mars Exploration Rover Spirit.
Il est considéré comme l'un des pionniers dans l'usage de la photographie en astronomie, ayant pris des clichés de la Lune et du Soleil — avec des taches solaires — lorsqu'il était à l'observatoire de Vilnius. 
Il devint directeur de l'observatoire de Vilnius en 1865.